# Scroviștea (sit SCI)
Scroviștea este o arie protejată (arie specială de conservare — SAC, sit de importanță comunitară — SCI) din România, desemnată în scopul protejării biodiversității și menținerii într-o stare de conservare favorabilă a florei spontane și faunei sălbatice, precum și a habitatelor naturale de interes comunitar aflate în arealul zonei de protecție. Acesta este situat în Muntenia, pe teritoriul județului Ilfov.

## Localizare
Aria naturală se întinde în extremitatea nord-vestică al județului Ilfov (la limitele cu județele Prahova și Dâmbovița), pe teritoriile administrative ale comunelor Ciolpani și Periș, în imediata apropiere a drumului național DN1, care leagă municipiul București de Brașov.

## Înființare
Zona a fost declarată sit de importanță comunitară prin Ordinul Ministerului Mediului și Dezvoltării Durabile Nr.1964 din 13 decembrie 2007 (privind instituirea regimului de arie naturală protejată a siturilor de importanță comunitară, ca parte integrantă a rețelei ecologice europene Natura 2000 în România) și se întinde pe o suprafață de 3.347 hectare. Situl a fost protejat și ca arie specială de conservare în mai 2022.

## Biodiversitate
Situl reprezintă o zonă (râuri, lacuri, păduri de foioase, vii și livezi) naturală (încadrată în bioregiune continentală) aflată în sudul țării (pe locul unde odinioară se întindeau Codrii Vlăsiei); ce conservă habitate naturale de tip: Păduri dacice de stejar și carpen, Păduri aluviale cu Alnus glutinosa și Fraxinus excelsior (Alno-Padion, Alnion incanae, Salicion albae), Păduri ripariene mixte cu Quercus robur, Ulmus laevis, Fraxinus excelsior sau Fraxinus angustifolia, din lungul marilor râuri (Ulmenion minoris), Lacuri distrofice și iazuri și Lacuri eutrofe naturale cu vegetație tip Magnopotamion sau Hydrocharition și protejază floră și faună rară.

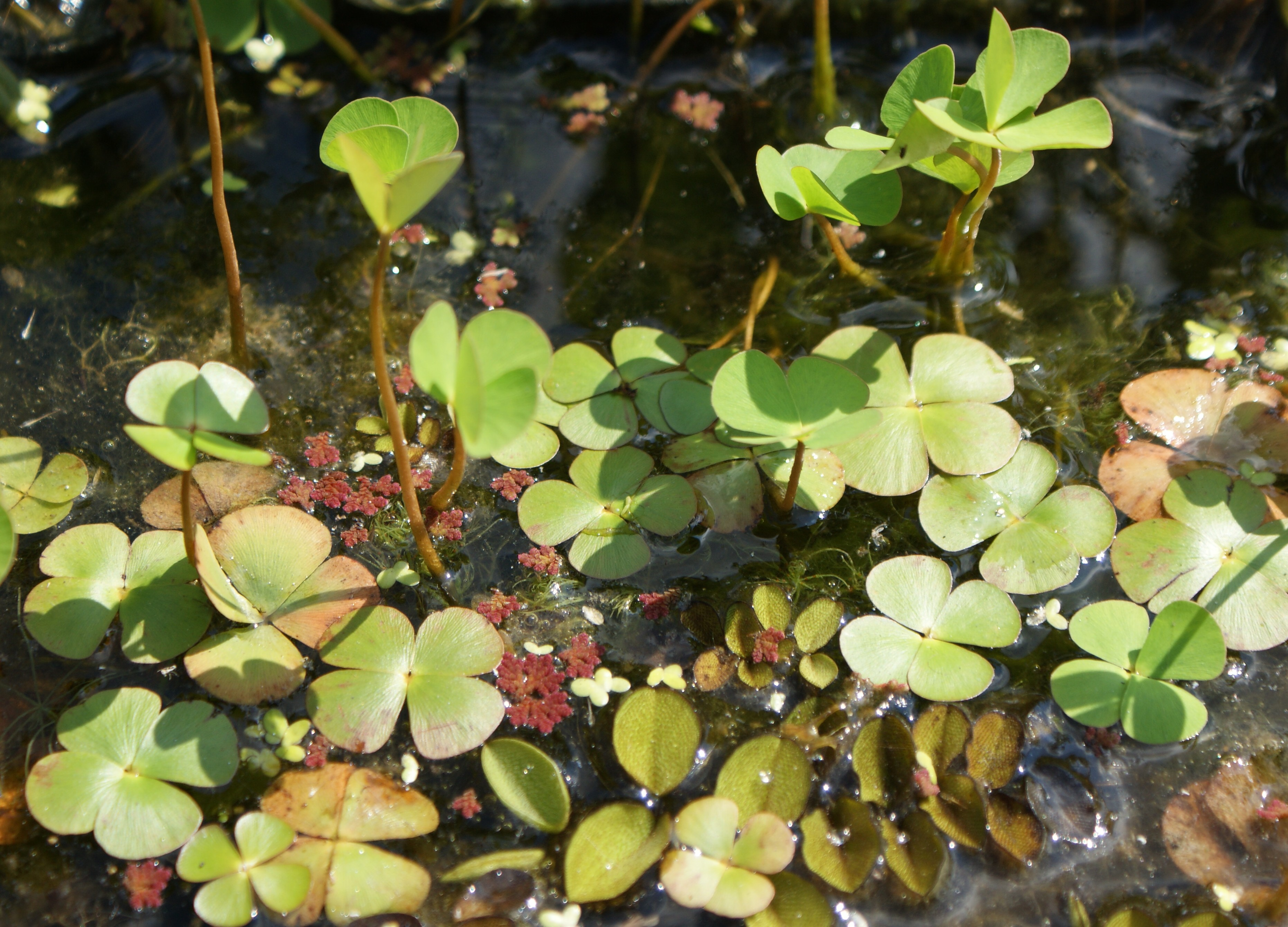
Trifoiaș-de-baltă (Marsilea quadrifolia)

La baza desemnării sitului se află câteva specii faunistice enumerate în anexa I-a a Directivei Consiliului European 92/43/CE din 21 mai 1992 (privind conservarea habitatelor naturale și a speciilor de faună și floră sălbatică), printre care: tritonul cu creastă (Triturus cristatus)), broasca țestoasă de baltă (Emys orbicularis); țigănuș (un pește din specia Umbra krameri); precum și o rădașcă (Lucanus cervus) și un fluture din specia Euphydryas maturna (sin. Hypodryas maturna). 
Printre plantele enumerate în aceeași anexă și semnalate în arealul sitului se află și două specii floristice protejate: otrățelul (Aldrovanda vesiculosa) și trifoiașul-de-baltă (Marsilea quadrifolia).
In anii '70 in padurea de la Scrovistea au fost efectuate experimente cu substante radioactive, care au afectat solul si copacii. 

## Căi de acces
- Drumul național DN1 pe ruta: București - Otopeni - Vlădiceasca - Tâncăbești.

## Monumente și atracții turistice
În vecinătatea sitului se află numeroase obiective de interes istoric, cultural și turistic; astfel:

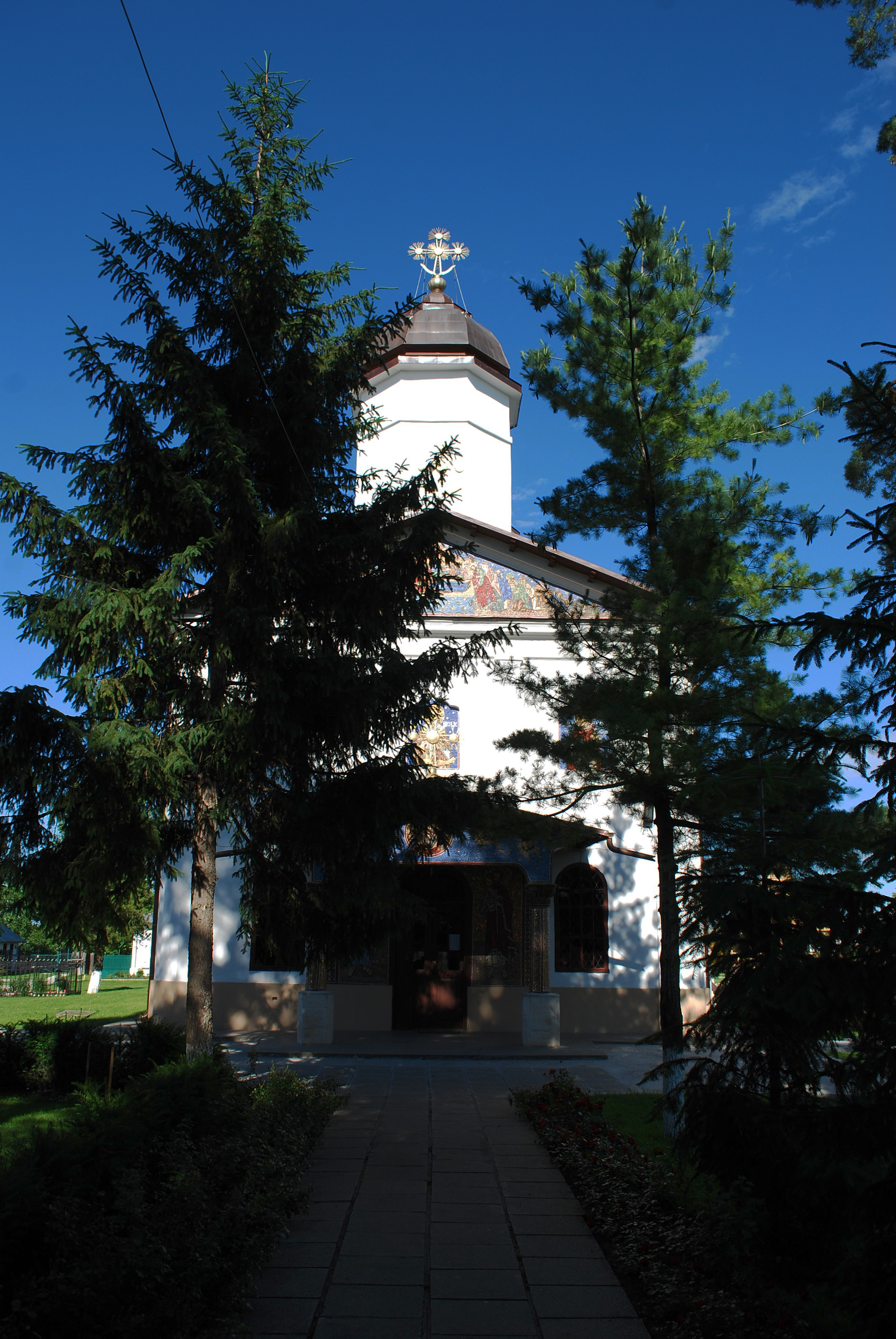
Biserica Mănăstirii Țigănești

- Ansamblul Mănăstirii Țigănești din Ciolpani (Biserica "Adormirea Maicii Domnului", Biserica din cimitir, Stăreția, Trapeză, Arhondaric, case monahale și turn-clopotniță), construcție sec. XVIII, XIX, XX, monument istoric.
- Biserica "Adormirea Precistei"  din Ciolpani, construcție secolul al XIX-lea, monument istoric.
- Biserica " Sf. Nicolae" a fostului schit din satul Bălteni, construcție 1626, monument istoric.
- Biserica "Sf. Nicolae, Teodor și Stelian"  din Balotești, construcție 1763, monument istoric.
- Situl arheologic de la Bălteni (sec. II - III p. Chr., sec. IV - V p. Chr., sec. IX - X, sec. XVIII).
- Situl arheologic de la Buriaș-Ciocănari (Epoca bronzului, cultura Glina și cultura Tei).
- Situl arheologic de la Ciolpani (sec. IV - V p. Chr., sec. II - III p. Chr., sec. IV p. Chr., Hallstatt).
- Situl arheologic de la Cocioc (Epoca medievală, Epoca bronzului, sec. IV - V p. Chr., Epoca neolitică, cultura Gumelnița, Epoca bronzului, cultura Glina).
- Aria naturală de protecție specială avifaunistică Grădiștea - Căldărușani - Dridu (6.642,30 ha).